# Листвин (Житомирская область)
Листви́н (укр. Листвин) — село на Украине, основано в 1874 году, находится в Овручском районе Житомирской области.
Код КОАТУУ — 1824284001. Население по переписи 2001 года составляет 1518 человек. Население в 2022 году составляло 1080 человек. Почтовый индекс — 11140. Телефонный код — 4148. Занимает площадь 3 км².

## Адрес местного совета
11140, Житомирская область, Овручский р-н, с.Листвин, ул.Ланова, 11